# Ruy Rendón Leal
Ruy Rendón Leal (Cadereyta de Jiménez, Nuevo León, 27 de outubro de 1953) é um clérigo católico romano mexicano e arcebispo de Hermosillo.

## Biografia
Filho de Juan José Rendón Vargas e Enriqueta Leal Leal, Ruy Rendón Leal concluiu os estudos eclesiásticos no seminário de Monterrey e depois recebeu o Sacramento da Ordem em 8 de setembro de 1979, por Dom José de Jesús Tirado Pedraza, na Basílica da Purísima Concepción, e incardinado na Arquidiocese de Monterrey.
Como sacerdote, Rendón exerceu diversas funções: vigário paroquial de Nossa Senhora da Esperança em Monterrei (1979-1980); diretor espiritual do Instituto de Filosofia e prefeito de estudos do Seminário Menor de Monterrei (1980-1983); vigário da Paróquia Nossa Senhora de Lourdes em Monterrei (1983-1985); diretor da Escola Bíblica Arquidiocesana (1984-1989); pároco da Paróquia de San Juan Bautista em García (1985-1992); e membro do Conselho Presbiteral (1988-1992). Em setembro de 1992 foi enviado a Roma, onde obteve a Licenciatura em Teologia Bíblica pela Pontifícia Universidade Gregoriana (1995). Ao retornar ao México, foi administrador paroquial da Paróquia de San Pedro Apóstol em Monterrei (maio de 1995); pároco da Paróquia de San Felipe de Jesús de Monterrei (1995-1996); assessor da Ordem das Virgens Consagradas na Arquidiocese (1995-2005); diretor espiritual do Instituto de Teologia do Seminário de Monterrei (1996-2005); e assessor da Comissão Pró-Seminário Diocesana da UFCM (agosto-setembro de 2005).
Em 28 de setembro de 2005, o Papa Bento XVI o nomeou prelado de El Salto. O Arcebispo de Monterrey, Francisco Robles Ortega, o consagrou em 30 de novembro do mesmo ano, no Auditório Municipal de El Salto; os co-consagradores foram o Arcebispo de Durango, Héctor González Martínez, e o Prelado Emérito de El Salto, Manuel Mireles Vaquera.
Em 16 de julho de 2011, Bento XVI o nomeou Bispo de Matamoros. O Papa Francisco, em 26 de abril de 2016, o promoveu a Arcebispo de Hermosillo. A posse ocorreu em 9 de junho do mesmo ano. Mons. Ruy Rendón Leal recebeu o pálio arquiepiscopal em 10 de fevereiro de 2017.
Foi nomeado Administrador Apostólico de Nogales em 27 de maio de 2024.
Mons. Ruy Rendón Leal foi membro do Sínodo dos Bispos sobre a Palavra de Deus em 2008 e bispo responsável pela Pastoral Profética (2011-2016) na Província Eclesiástica de Monterrey. Na Conferência do Episcopado Mexicano, exerceu diversas posições: suplente do Conselho Permanente da Província Eclesiástica de Durango (triênios 2006-2009 e 2009-2012); membro da Comissão Episcopal perante a Pontifícia Universidade do México (triênios 2006-2009 e 2009-2012); membro da Comissão Episcopal para o Diálogo Inter-religioso e a Comunhão (triênio 2012-2015); delegado do Conselho Permanente da Província Eclesiástica de Monterrey (triênio 2015-2018); responsável pela Dimensão Episcopal para a atenção das Forças Armadas (triênio 2018-2021) e bispo de referência da Ordo Virginum no México.

## Obras
- Co-autor de “Primer encuentro con la Palabra” (com Carlos Junco Garza) (2019) ISBN 9786079439859
- Co-autor de “La Palara nos congrega” (com Carlos Junco Garza) (2015) ISBN 978-8428828574
- Autor de “Derakim. Caminos de Oración” (2004) ISBN 9789706125361